# Jo Vermeulen (politicus)
Jo Vermeulen (Antwerpen, 19 mei 1953) is een voormalig Belgisch politicus voor de sp.a.

## Levensloop
Na zijn middelbare studies behaalde hij in 1973 zijn kandidaatsdiploma burgerlijk ingenieur-architect aan de Katholieke Universiteit Leuven. Vervolgens studeerde hij er van 1973 tot 1977 Germaanse talen samen met onder andere Martine Tanghe, André Vermeulen, Kristien Hemmerechts en Jan Hautekiet. In 1977 behaalde hij aan de KU Leuven een licentie in de Germaanse filologie.
Beroepshalve werd hij leraar Engels, Nederlands en Informatica. Ook werd hij actief als medewerker bij vzw's Broederlijk Delen, Welzijnszorg en tijdschrift Wereldwijd en als tv-redacteur en copywrighter.
Vermeulen begon zijn politieke carrière in 1982 als voorzitter van de Jong Socialisten (JS), nadat hij begin jaren 80 door gewezen SP-voorzitter Karel Van Miert was binnengehaald in het kader van de zogeheten 'Operatie Doorbraak' waarbij mensen met een niet-socialistische achtergrond de partij kwamen verbreden. In oktober 1983 kon hij niet langer voorzitter van de Jong-Socialisten blijven omdat hij lid was van de christelijke vakbond.
Na zijn periode bij de JS trok hij zich terug uit de partijpolitiek om zich begin jaren 90 aan te sluiten bij Agalev. Van 1995 tot 1998 was hij partijsecretaris en van 1998 tot 2000 voorzitter van de Agalev-afdeling van Antwerpen. Toen die partij bij de tweede rechtstreekse  Vlaamse verkiezingen van 13 juni 1999 - onder andere dankzij de dioxinecrisis - een grote vooruitgang boekte, belandde Vermeulen (die op een strijdplaats stond) in het Vlaams Parlement, waar hij van 2003 tot 2004 voorzitter van de commissie Cultuur, Media en Sport was. Hij werd verkozen in de kieskring Antwerpen en bleef Vlaams volksvertegenwoordiger tot juni 2004. Na interne discussie over de richting waarin de partij moest evolueren naar aanleiding van de slechte verkiezingsuitslag in 2003, verliet hij de partij en maakte hij in maart 2004 zijn overstap naar sp.a bekend.
Hij stond datzelfde jaar als vierde opvolger op de sp.a-kieslijst in de kieskring Antwerpen. Begin januari 2007 kwam hij opnieuw in het Vlaams Parlement terecht als opvolger van Herman Lauwers, die ontslag had genomen. Na een korte onderbreking aangezien Els Van Weert op 21 december 2007 ontslag nam als staatssecretaris in de federale regering en daardoor terugkeerde naar het Vlaamse halfrond, legde hij begin januari 2008 opnieuw de eed af als Vlaams volksvertegenwoordiger als opvolger van Caroline Gennez, die ontslag nam uit haar mandaat in het Vlaams Parlement. Hij bleef parlementslid tot in juni 2009 en zetelde in de commissie Cultuur, Media, Jeugd en Sport.
Tevens was hij van 2006 tot 2012 gemeenteraadslid in Antwerpen, waar hij fractieleider was van de socialistische partij. Na de districtraadsverkiezingen van 2012 was hij als voorzitter van sp.a Borgerhout een van de architecten van de zogenaamde 'Borgerhout'-coalitie bestaande uit sp.a, Groen en PVDA. In mei 2015 volgde hij Yasmine Kherbache op als voorzitter van sp.a Antwerpen. Hij bleef dit tot in oktober 2016. Van november 2019 tot februari 2020 was hij in opvolging van Tom Meeuws opnieuw voorzitter van de Antwerpse sp.a-afdeling.